# Gerard Nederhorst
Gerard Marinus Nederhorst (ur. 17 października 1907 w Goudzie, zm. 28 sierpnia 1979 w Haastrecht) – holenderski polityk i ekonomista, deputowany krajowy i europejski.

## Życiorys
Syn samorządowca Hendrika i Marii van Vreuminden. Studiował handel na  Uniwersytecie Amsterdamskim, uzyskał także doktorat. Działał jako członek władz stowarzyszeń studenckich i lewicowych. Publikował w prasie powiązanej z socjalistami i wchodził w skład redakcji czasopism ekonomicznych, od 1940 pracował w rodzinnej firmie. Po wojnie był sekretarzem fundacji powiązanej z partią socjaldemokratyczną. Angażował się w inicjatywy sprzeciwiające się użyciu wojsk w Indonezji.
Od początku lat 30. działał w Socjaldemokratycznej Partii Pracy, od 1936 zasiadał w komitecie ekonomicznym ugrupowania. W 1946 dołączył do powstałej z przekształcenia SDAP Partii Pracy. Od 1946 do 1942 członek rady miejskiej Goudy. W latach 1946–1971 (z przerwami) zasiadał w Tweede Kamer (od 1965 do 1967 kierując frakcją PvdA), następnie do 1977 w Eerste Kamer. Od 1952 do 1965 był oddelegowany do Zgromadzenia Europejskiej Wspólnoty Węgla i Stali, w 1958 przekształconej w Parlament Europejski, należał także do Zgromadzenia Parlamentarnego Rady Europy (1971–1973), Zgromadzenia Parlamentarnego NATO oraz Zgromadzenia Unii Zachodnioeuropejskiej.
Od 1936 był żonaty z Caroliną Pothuis.

## Odznaczenia
Odznaczony Order Lwa Niderlandzkiego III klasy (1957) i Order Oranje-Nassau III klasy (1971).